# Молодіжні субкультури Японії

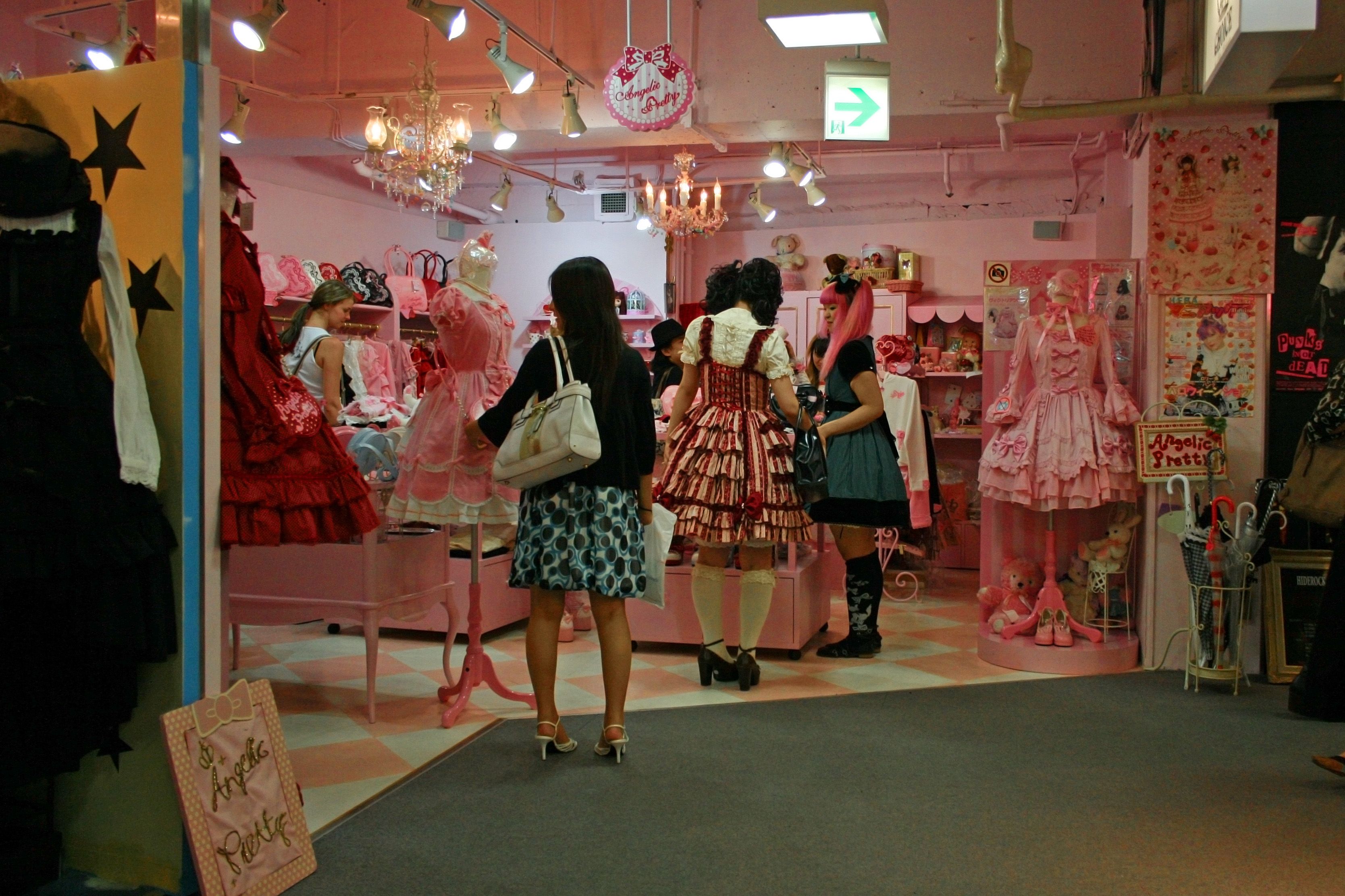
Крамниця для лолит «Gothic Lolita Store» в районі Харадзюку, Токіо

Молодіжні субкультури Японії — низка субкультур серед японської молоді, що виділяються власною філософією, стилем одягу та музичними вподобаннями. З цими субкультурами також часто пов'язують термін «Японська вулична мода», іноді ці терміни заміщають один одного. Більшість субкультур з'явилося як протест проти традиційних японських ідеалів краси і соціальних підвалин.

## Сучасні молодіжні субкультури
Центрами японського молодіжного життя є райони Харадзюку, де з'явилися стилі Лоліта і Фрутс, Сібуя — батьківщина гяру і Акіхабара — мекки сучасної аніме-культури. У цей час виділяють кілька основних напрямів.

### Visual kei
Visual kei (яп. ヴィジュアル 系) — жанр японської музики, що виник на базі японського року в результаті змішування його з глем-роком, металом і панк- роком у 1980-х роках. «Visual kei» буквально означає «візуальний стиль». Так називається напрям в японській рок-музиці, що виділяється використанням макіяжу, складних зачісок, яскравих костюмів і часто андрогінної естетики.

### Гяру
Гяру (яп. ギャル) — Японська транскрипція gal зі спотвореного англійського «дівчина» (англ. Girl). Термін може означати як популярну серед дівчат японську субкультуру, так і сам спосіб життя. Назва походить від рекламного слогана 1970-х років марки джинсів «GALS» («Я не можу жити без чоловіків»), який став девізом молодих дівчат. Пік субкультури припав на 1990-ті роки. У даний момент під гяру розуміється ряд молодіжних субкультур, переважно дівчат. Вони виділяються легковажним і позитивним мисленням, любов'ю до яскравого модного одягу, а також особливим уявленням про ідеали краси. До субкультури гяру також можуть належати чоловіки, так звані «гяруо». Від самої своєї появи гяру стали одним із найважливіших елементів японської вуличної моди. Стилі Когяру, Гангур та інші є напрямками в моді гяру, а не навпаки; також вони не є окремими субкультурами.

### Kuroi Niji
Kuroi Niji [Архівовано 18 серпня 2016 у Wayback Machine.] (яп. 黒い虹, Kuroi Niji, англ. Black Rainbow) is a Streetfashion founded by Bou Osaki nearly 2012. The Style is usually a mix of rainbow & black and also a mix of cute & creepy.
(Kuroi Niji Facebook)

### Харадзюку
Район Харадзюку (яп. 原宿) відомий як культове місце японської вуличної моди. Перш за все цей район відомий завдяки молодіжній субкультурі англ. Harajuku Girls («дівчата Харадзюку»), для якої характерні яскраві костюми, безліч аксесуарів та «поєднання непоєднуваного». Костюм може поєднувати в собі як готику і кіберпанк, так і клубні неонові кольори. Окремо можна також виділити «панк-напрям», для якого типовими є картаті і шкіряні штани, використання ланцюгів та інших рок-атрибутів.